# Balbillus acheron
Balbillus acheron är en insektsart som beskrevs av Rauno E. Linnavuori 1979. Balbillus acheron ingår i släktet Balbillus och familjen dvärgstritar. Inga underarter finns listade i Catalogue of Life.